# Templet (Svalbard)
Templet és una muntanya del nord de Sassenfjorden, al costat sud de Bünsow Land a Spitsbergen, Svalbard. La seva alçada és de 766 metres. El nom Templet prové de la seva semblança a una catedral gòtica en ruïnes, consistint en capes horitzontals erosionades de shales, silicats i calcàries.
La muntanya pertany al Parc Nacional Sassen – Bünsow Land, i té la consideració d'atracció turística.